# Palaeophonus nuncius
Il paleofono (Paleophonus nuncius) è uno scorpione estinto, vissuto nel Siluriano superiore (circa 420 milioni di anni fa). I suoi resti sono stati trovati in Svezia.

## Descrizione
Di dimensioni piuttosto modeste (circa 5 centimetri), questo primitivo scorpione era di aspetto molto simile alle forme attuali; alcune caratteristiche, però, lo denotavano come una forma primitiva: ad esempio, questo animale non possedeva occhi e doveva essere quindi cieco. Inoltre possedeva rami branchiali ben sviluppati, molto simili a quelli dei contemporanei euripteridi (o scorpioni di mare). Queste branchie erano posizionate nella parte superiore delle placche ventrali; le stesse placche, probabilmente, erano zampe opistosomiche modificate.

## Stile di vita
Fino a qualche decennio fa si pensava che il paleofono, come molti altri scorpioni del Siluriano, fosse uno dei più antichi animali ad aver conquistato le terre emerse. In realtà, un esame più attento dei resti fossili ha determinato che questi animali possedevano branchie ben sviluppate: è probabile, quindi, che il paleofono e i suoi parenti fossero scorpioni acquatici, che vivevano negli estuari a caccia di piccole prede. In ogni caso, è altamente verosimile che questi animali si recassero di quando in quando sulla terraferma.